# Bahnhof Morbach
Der Bahnhof Morbach war ein Bahnhof in Morbach an der Hunsrückquerbahn zwischen Hermeskeil und Langenlonsheim.

## Geschichte

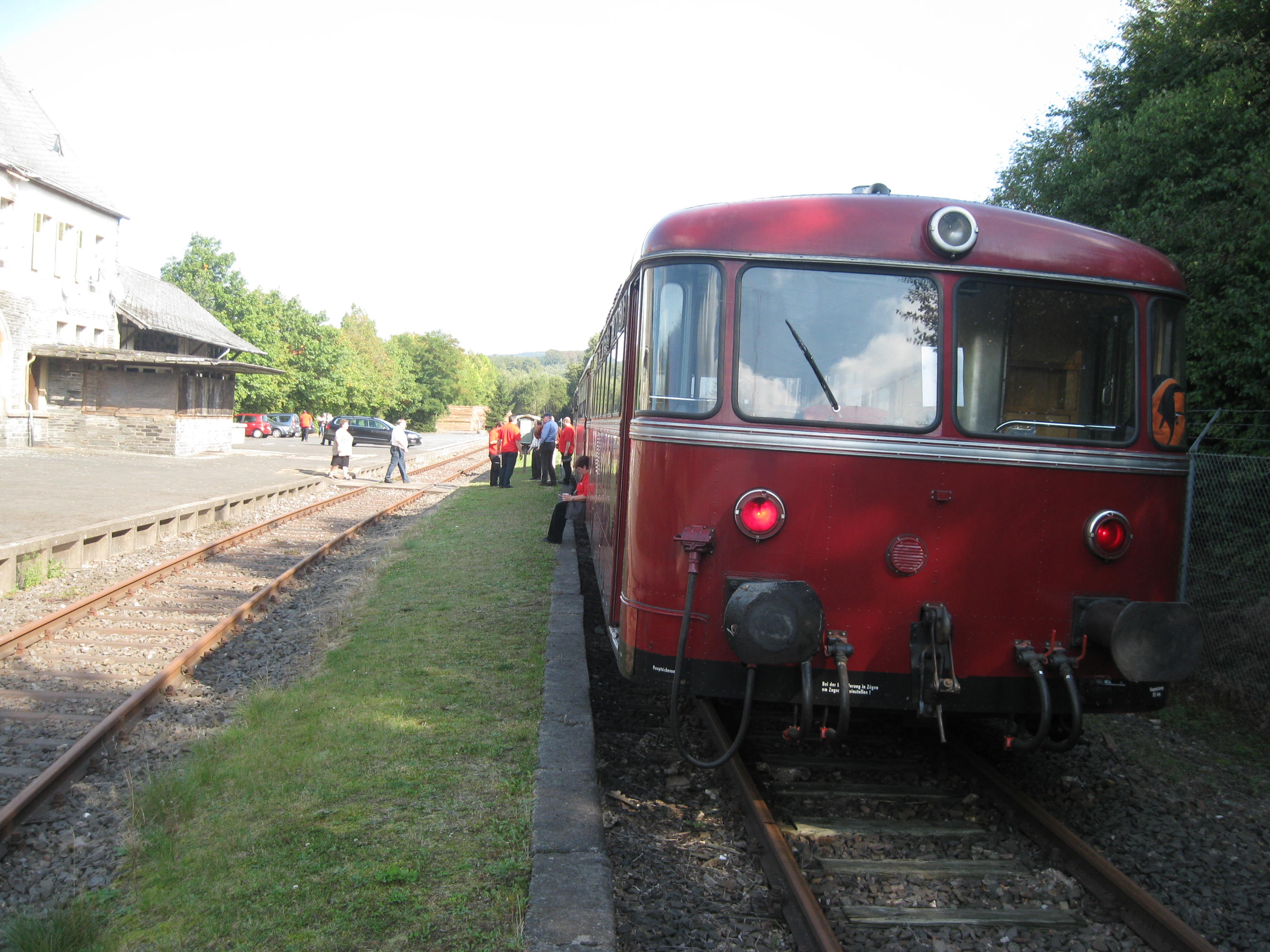
Schienenbus im Bahnhof Morbach

Der Bahnhof Morbach wurde am 15. Dezember 1902 mit dem Teilstück zwischen Kirchberg (Hunsrück) und Morbach eröffnet. Ab dem 1. Oktober 1903 wurde die Strecke ab hier bis Hermeskeil verlängert.
Im Zweiten Weltkrieg gab es teilweise Luftangriffe auf den Morbacher Bahnhof und den Hoxeler Viadukt. Besonders verheerend wurde Bahnhof Anfang 1945 getroffen.
Der Bahnhof war bis zum 30. Mai 1976 eine eigene Dienststelle. Nach Aufgabe des Personenverkehrs 1976 wurde er auf ortsbediente Weichen umgebaut.
Zwischen 2009 und 2013 fanden unter dem Namen SAAR–HUNSRÜCK-EXPRESS Touristikfahrten mit Schienenbussen zwischen Morbach und Büchenbeuren statt. Seit dem 17. Oktober 2014 ist die Strecke im Bahnhof stillgelegt.
Eine Reaktivierung wurde im Zusammenhang mit dem Flughafen Hahn kontrovers diskutiert. Brigitte Decker, Leiterin des nahen Sägewerks, befürwortete eine Inbetriebnahme insbesondere auch im Hinblick auf möglichen Güterverkehr.

## Architektur und Bahnhofsumsfeld

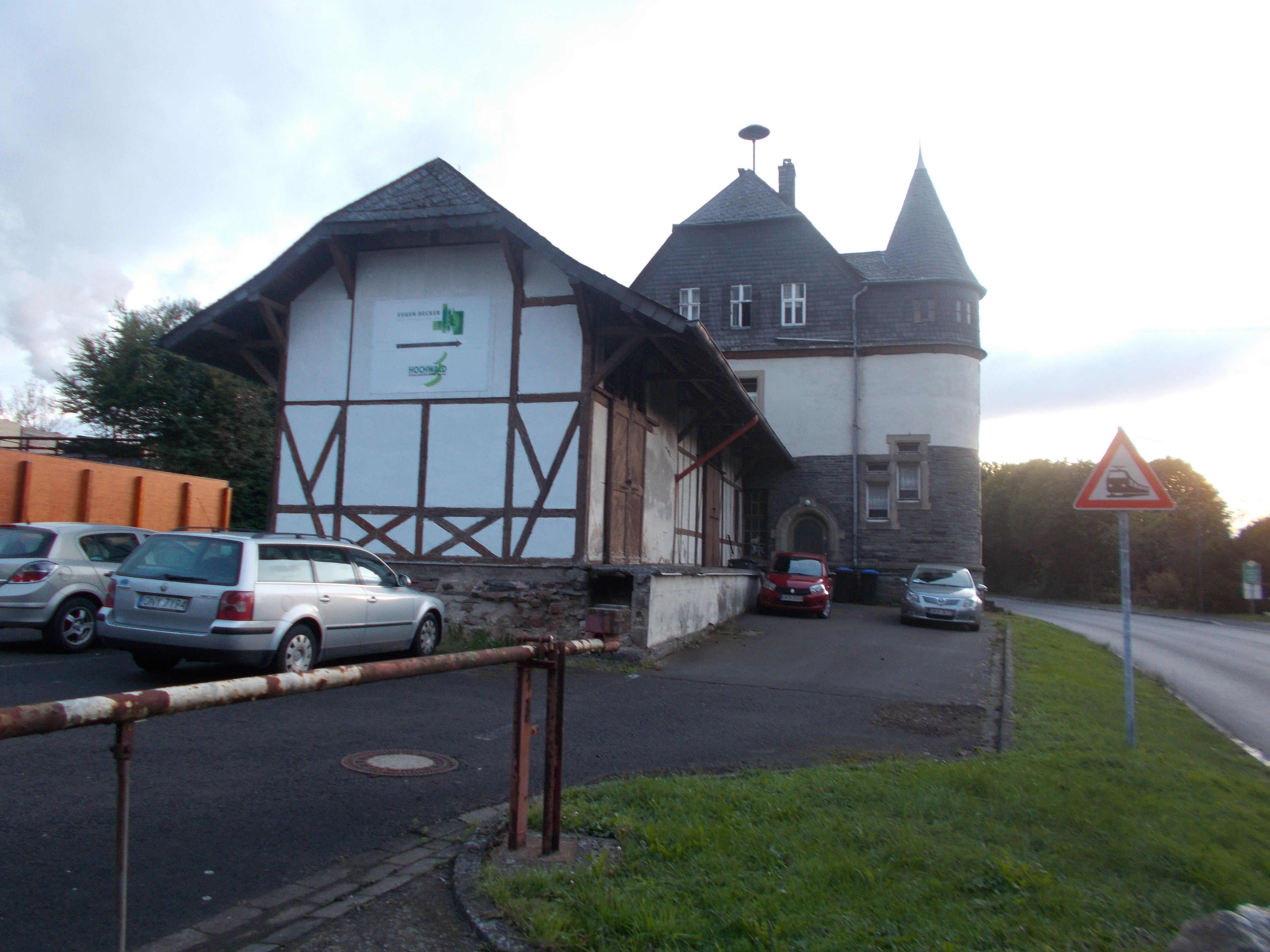
Bahnhof Morbach von Osten aus

Die Gebäude in Bahnhofstraße 110, 112, 114 und 116 sind eine Gruppe von drei ähnlich gestalteten Mehrfamilienhäusern aus dem frühen 20. Jahrhunderts im näheren Umfeld des Bahnhofs, die wohl als Wohnungen für Bahnbedienstete erbaut wurden. Es handelt sich jeweils um zweigeschossige Putzbauten, die Erdgeschoss jeweils in unverputztem Bruchsteinmauerwerk besitzen. Die Gebäude haben alle Krüppelwalmdach, ohne schwerwiegende Veränderungen. Die zugehörigen kleinen Nebengebäude sind jedoch nur teilweise erhalten. Die Straße bis zum Bahnhof ist als Allee angelegt. Das alte Empfangsgebäude gehört heute dem Sägewerk Decker, welches das Gebäude als Wohnstätte für ausländische Mitarbeiter nutzt.
Das Empfangsgebäude ähnelt im Baustil den meisten anderen Empfangsgebäuden entlang der Strecke, jedoch ist es fast doppelt so groß. Erste Erweiterungen fanden 1919 statt. Seinerzeit wurde die Güterabfertigung um einige Meter erweitert. Weitere Umbauten erfolgten nach dem Zweiten Weltkrieg.
Im Erdgeschoss befanden sich eine große Fahrkartenausgabe mit Büroräumlichkeiten und ein großzügiger Warteraum. Der Warteraum bestand jedoch nur bis 1956 und wurde dann zum BASA-Raum umfunktioniert. In den 1960er Jahren wurden die Räumlichkeiten renoviert und umgebaut. Nach Erweiterung der Gleisanlagen in den 1930er Jahren wurde im Bahnhof ein Einheitsstellwerk eingerichtet, Außerdem gab es ein Wärterstellwerk Moo. Dort wurden alle Weichen ferngestellt. Bereits 1952 wurde das Wärterstellwerks zurückgebaut. Die Hebelbank mit voller Beschilderung aus Morbach befindet sich heute im Stellwerkmuseum am Bahnhof Lampertsmühle-Otterbach bei Kaiserslautern.
Bis 1976 war der Bahnhof stets mit einem Fahrdienstleiter, der ab 1953 als Zugleiter für die gesamte Strecke bis Büchenbeuren zuständig war, und einem Verkehrsbeamten besetzt. Bis 1974 hatte der Bahnhof einen Dienststellenleiter. Zudem war ein Güterbodenarbeiter für die Güterkundschaft zuständig. In 45 Jahren Zugleitbetrieb im Hunsrück kam es zu keinem Vorfall, obwohl die Zugleitstrecke 1963 sogar bis Simmern erweitert worden war.
Nach der Einstellung des Personenverkehrs am 30. Mai 1976 wurde die Fahrkartenausgabe zurückgebaut. Dennoch wurden 1976 die Bahnsteigkanten erneuert und erst nach Einstellung fertiggestellt. Im Juli 1977 wurden die elektrischen Schrankenbäume durch mechanische ersetzt, sodass nun Zugpersonal die Schranken schließen musste. Auch die Weichen wurden alle wieder mechanisiert. In den Jahren 1983 und 1986 erfolgten weitere erhebliche Rückbaumaßnahmen, bei denen wurde der Anschluss Sägewerk im Bahnhof zurückgebaut und ein neuer Anschluss im Streckengleis nach Hoxel eingebaut wurde. 1986 wurde auch die Ladestraße umgebaut.
Im Bahnhof befand sich auch eine Außenstelle des Bahnbetriebswerkes, das gegenüber vom Bahnhof lag, jedoch heute nicht mehr erhalten ist. Dazu zählten eine Kohlebühne, kleine Werkstatt, ein Beamtenwohnhaus, eine 16 Meter breite Drehscheibe und ein dreiständiger Lokschuppen. Der Lokschuppen hatte zwei Schuppengleise mit einem Rauchabzug in Richtung Hermeskeil und einem Rauchabzug in Richtung Simmern. Zeitweise dürfte eine Rangierlok der Baureihe Kö II im Bahnhof stationiert gewesen sein. Die Anlage diente hauptsächlich zur Übernachtung und zur Restauration von Loks der beiden Bahnbetriebswerke Simmern und Hermeskeil und als Personalstützpunkt.
Nach dem Zweiten Weltkrieg übernachtete immer eine Maschine der Baureihe 93 in Morbach, um den Frühzug nach Simmern zu bringen, da die Viadukte in Richtung Hermeskeil gesprengt wurden. Nach Wiedereröffnung des durchgehenden Verkehres entfiel diese Übernachtung, sodass nun die Anlage von täglichen Güterzügen benutzt wurde. Ende der 1960er und 1970er Jahre wurden der Lokschuppen und die Gebäude abgerissen und die Drehscheibe zurückgebaut. Anschließend wurden die Fundamente zugeschüttet und mit einem Sägewerk überbaut.